# Kanton Sournia
Kanton Sournia (fr. Canton de Sournia) je francouzský kanton v departementu Pyrénées-Orientales v regionu Languedoc-Roussillon. Skládá se z osmi obcí.

## Obce kantonu
- Arboussols
- Campoussy
- Felluns
- Pézilla-de-Conflent
- Prats-de-Sournia
- Rabouillet
- Sournia
- Tarerach
- Trévillach
- Trilla
- Le Vivier